# Cuthona giarannae
Cuthona giarannae is een slakkensoort uit de familie van de Cuthonidae. De wetenschappelijke naam van de soort is voor het eerst geldig gepubliceerd in 2012 door Valdés, Moran & Woods.